# Vasilievca, Dubăsari
Vasilievca este un sat din cadrul comunei Cocieri din raionul Dubăsari, Republica Moldova.

## Geografie
Satul are o suprafață de circa 0,11 kilometri pătrați, cu un perimetru de 1,93 km. Localitatea se află la distanță de 17 km de orașul Dubăsari și la 67 km de Chișinău.

## Istorie
Satul Vasilievca a fost înființat în anul 1927.
După războiul din Transnistria din 1992, satul a rămas sub controlul autorităților constituționale ale Republicii Moldova. Fiind situat după șoseaua strategică Tiraspol–Rîbnița, autoritățile separatiste au întreprins uneori acțiuni pentru a pune stăpânire pe sat.